# アレキサンダー・シュライハー ASW 28
アレキサンダー・シュライハー ASW 28
ASW 28-18
- 用途：グライダー
- 設計者：ゲルハルト・ワイベル
- 製造者：アレキサンダー・シュライハー
- 初飛行：2000年
- 運用状況：運用中

アレキサンダー・シュライハー ASW 28はスタンダードクラスに属する高性能グライダーである。アレキサンダー・シュライハー社が2000年より製造している。2003年からは、ASW 28の主翼を18mスパンに延長できるようにしたASW 28-18と、そのモーターグライダー版であるASW 28-18 Eが製造されている。

## 概要
ASW 28は15mスパンの主翼、ウィングレット、T字尾翼を備える。ASW 19・ASW 24の後継機となるスタンダードクラスの機体であるため、フラップは装備していない。
胴体はCFRP・アラミド・ポリエチレン・GFRPの複合材により構成されている。コックピットは安全や衝突性能の分野の開発当時最新の研究成果を基に設計されており、また、背の高いパイロットでも良好な操作性と快適さを得られるよう広く作られている。胴体には飛行中はギアカバー内に隠れている製のC.G.レリーズと、ノーズ部のATレリーズが装備されている。ゴム製サスペンション支持のギアは引き込み式で、エアブレーキレバーと連動して作動する油圧式ディスクブレーキを備える。
主翼は表面がCFRPと硬質フォームコアのサンドウィッチ構造で、主桁のフランジはカーボン製である。主翼はデルフト工科大学航空宇宙学科により開発されたもので、翼平面形は4段後退翼となっている。翼型はASW 27に似たキャンバーの大きなもので、それにより高速性能と高い上昇性能・乱流内での操縦性を実現している。また、翼の下面と補助翼前方にはタービュレーターが取り付けられ、境界層制御を行っている。主翼内には水バラストタンクが設けられ、その容量は片翼あたり100kgである。また、重心位置を変化させるために尾翼の水バラストタンクを用いることもできる。
抵抗の少ないT字尾翼もデルフト工科大学により開発されたものである。水平尾翼はCFRPサンドウィッチ構造なのに対し、VHF無線のアンテナが取り付けられている関係で垂直尾翼はGFRPアラミド構造となっている。

## 派生形
2003年に、ASW 28のスパンを18mに延長できるようにしたASW 28-18が登場した。ASW 28-18は翼根から5.25mの場所に内側翼と外側翼の結合部があり、内側翼とウィングレットは共通で、外側翼を取り替えることによって15mスパンと18mスパンの両方を利用することができる。翼幅が大きくなったため翼の構造は完全に見直されている。
また、ASW 28-18のモーターグライダー版であるASW 28-18 Eも登場している。ASW 28-18 Eは電機機構で出し入れでき、1レバーで操作することのできるエンジンを備え、エンジンを使用すれば1.2m/s以上のレートで上昇することができる。

## 仕様（ASW 28-18）
2つの数値が併記されているものは15mスパン/18mスパン

### 概要
- 翼幅:15 m/18 m
- 翼面積:10.5 m2/11.88 m2
- アスペクト比:21.43/27.27
- ウィングレット高さ:0.5m
- 全長:6.59m
- 空虚重量:265kg/280kg
- 最大離陸重量:525kg/575kg
- 最小翼面荷重32kg/m2/29kg/m2
- 最大翼面荷重:50kg/m2/48.4kg/m2
- 最大パイロット重量:115kg
- 最大積載量：159kg
- 翼内水バラスト:190L

- 悪気流速度：200km/h
- 超過禁止速度:270km/h

### 性能
それぞれ15m(343kg)/18m(355kg)時
- 最小速度：72km/h/71km/h
- 最小沈下率：0.56m/s/0.48m/s
- 最良滑空比：45@100km/h/48@90km/h

### エンジン（ASW 28-18 E）
- 型式：Solo 2350
- 推力：18kW（24PS）
- 排気量：430cm3
- 燃料タンク：10.5L
- プロペラ直径：1.0m
- 羽根：2枚（アレキサンダー・シュライハー製）